# سیارک ۱۰۷۳۴
سیارک ۱۰۷۳۴ (به انگلیسی: 10734 Wieck، نامگذاری:1988CT4) ده هزار و هفتصد و سی و چهارمین سیارک کشف شده‌است که در ۱۳ فوریه ۱۹۸۸ کشف شد.
قدر مطلق سیارک برابر ۱۲٫۸۰ است.